# 앙겔라 포이크트
앙겔라 포이크트(독일어: Angela Voigt, 1951년 5월 18일 ~ 2013년 4월 10일)는 전 동독의 육상 선수이자, 1976년 몬트리올 올림픽 멀리뛰기 금메달리스트였다.
베페를링겐 출생으로 포이크트는 원래 5종경기 선수였으며, 1972년과 1973년 동독 육상 선수권 대회에서 각각 3위와 2위를 하였다. 부상을 당하여 결국 멀리뛰기에만 집중하게 되었고, 1974년 유럽 육상 선수권 대회에서 4위를 하였다.
포이크트는 1976년 5월 드레스덴에서 멀리뛰기 6.92m의 세계 기록을 세웠으나 10일 후에 지그룬 지글에 의하여 깨졌다. 몬트리올 올림픽에서 포이크트가 6.72m의 기록을 세워 우승할 때 지글은 5위로 왔다.
1978년 유럽 육상 선수권 대회에서 2위로 왔으며, 6.92m 기록은 그녀의 경력에서 최고 점프로 남아있고 오늘날에는 사상 최고의 독일 선수들 명단에 9위로 올라왔다.
그녀는 활동 경력 동안에 SC 마그데부르크 클럽을 대표하였고, 1982년에 은퇴하였다.
61세의 나이에 지병으로 마그데부르크에서 사망하였다.